# Puchar Sześciu Narodów Kobiet 2010
Puchar Sześciu Narodów Kobiet 2010 – dziewiąta edycja Pucharu Sześciu Narodów Kobiet, międzynarodowych rozgrywek w rugby union dla żeńskich reprezentacji narodowych. Zawody odbyły się w dniach 5 lutego – 21 marca 2010 roku, a zwyciężyła w nich reprezentacja Anglii, która pokonała wszystkich rywali i tym samym zdobyła dodatkowo Wielkiego Szlema.
Wliczając turnieje w poprzedniej formie, od czasów Home Internal Championship i Pucharu Pięciu Narodów, była to piętnasta edycja tych zawodów.

## Mecze
| 5 lutego 201019:30 | Irlandia | 22:5 | Włochy | Ashbourne RFC, Ashbourne |
| 5 lutego 201019:30 |          | 22:5 |        | Ashbourne RFC, Ashbourne |

| 6 lutego 201019:00 | Anglia | 31:0 | Walia | Esher RFC, Walton-on-Thames |
| 6 lutego 201019:00 |        | 31:0 |       | Esher RFC, Walton-on-Thames |

| 6 lutego 201019:30 | Szkocja | 10:8 | Francja | Lasswade RFC, Bonnyrigg |
| 6 lutego 201019:30 |         | 10:8 |         | Lasswade RFC, Bonnyrigg |

| 12 lutego 201019:00 | Francja | 19:9 | Irlandia | Stade municipal des Allées Jean Leroi, Blois |
| 12 lutego 201019:00 |         | 19:9 |          | Stade municipal des Allées Jean Leroi, Blois |

| 13 lutego 201014:30 | Włochy | 0:41 | Anglia | Stadio Nando Capra, Noceto |
| 13 lutego 201014:30 |        | 0:41 |        | Stadio Nando Capra, Noceto |

| 14 lutego 201014:00 | Walia | 28:12 | Szkocja | Brewery Field, Bridgend |
| 14 lutego 201014:00 |       | 28:12 |         | Brewery Field, Bridgend |

| 26 lutego 201014:00 | Walia | 3:15 | Francja | Brewery Field, Bridgend |
| 26 lutego 201014:00 |       | 3:15 |         | Brewery Field, Bridgend |

| 27 lutego 201014:30 | Włochy | 6:6 | Szkocja | Stadio Maurizio Natali, Colleferro |
| 27 lutego 201014:30 |        | 6:6 |         | Stadio Maurizio Natali, Colleferro |

| 27 lutego 201015:00 | Anglia | 22:5 | Irlandia | Esher RFC, Walton-on-Thames |
| 27 lutego 201015:00 |        | 22:5 |          | Esher RFC, Walton-on-Thames |

| 12 marca 201019:30 | Irlandia | 18:3 | Walia | Ashbourne RFC, Ashbourne |
| 12 marca 201019:30 |          | 18:3 |       | Ashbourne RFC, Ashbourne |

| 13 marca 201013:30 | Szkocja | 0:51 | Anglia | Meggetland, Edynburg |
| 13 marca 201013:30 |         | 0:51 |        | Meggetland, Edynburg |

| 13 marca 201020:30 | Francja | 45:14 | Włochy | Stade Yves-du-Manoir, Montpellier |
| 13 marca 201020:30 |         | 45:14 |        | Stade Yves-du-Manoir, Montpellier |

| 19 marca 201019:30 | Irlandia | 15:3 | Szkocja | Ashbourne RFC, Ashbourne |
| 19 marca 201019:30 |          | 15:3 |         | Ashbourne RFC, Ashbourne |

| 19 marca 201020:00 | Francja | 10:11 | Anglia | Stade Vélodrome, Rennes |
| 19 marca 201020:00 |         | 10:11 |        | Stade Vélodrome, Rennes |

| 21 marca 201014:00 | Walia | 15:19 | Włochy | Brewery Field, Bridgend |
| 21 marca 201014:00 |       | 15:19 |        | Brewery Field, Bridgend |